# Sitrah
Sitrah (arabo سترة ) è una città portuale nel nord est del Bahrain, non lontana dalla capitale Manama, situata sull'omonima isola.